# Religion en Italie
Religions en Italie en 2021
- Catholicisme (79,2 %)
- Orthodoxie (3,5 %)
- Protestantisme (0,3 %)
- Autres chrétiens (1,4 %)
- Islam (1,0 %)
- Bouddhisme (0,4 %)
- Hindouisme/Sikhisme (0,3 %)
- Judaïsme (0,1 %)
- Autres religions (1,4 %)
- Agnosticisme (7,5 %)
- Athéisme (4.1%)
- Refusé de répondre (1.0%)

Affiliation au catholicisme par macrorégion.

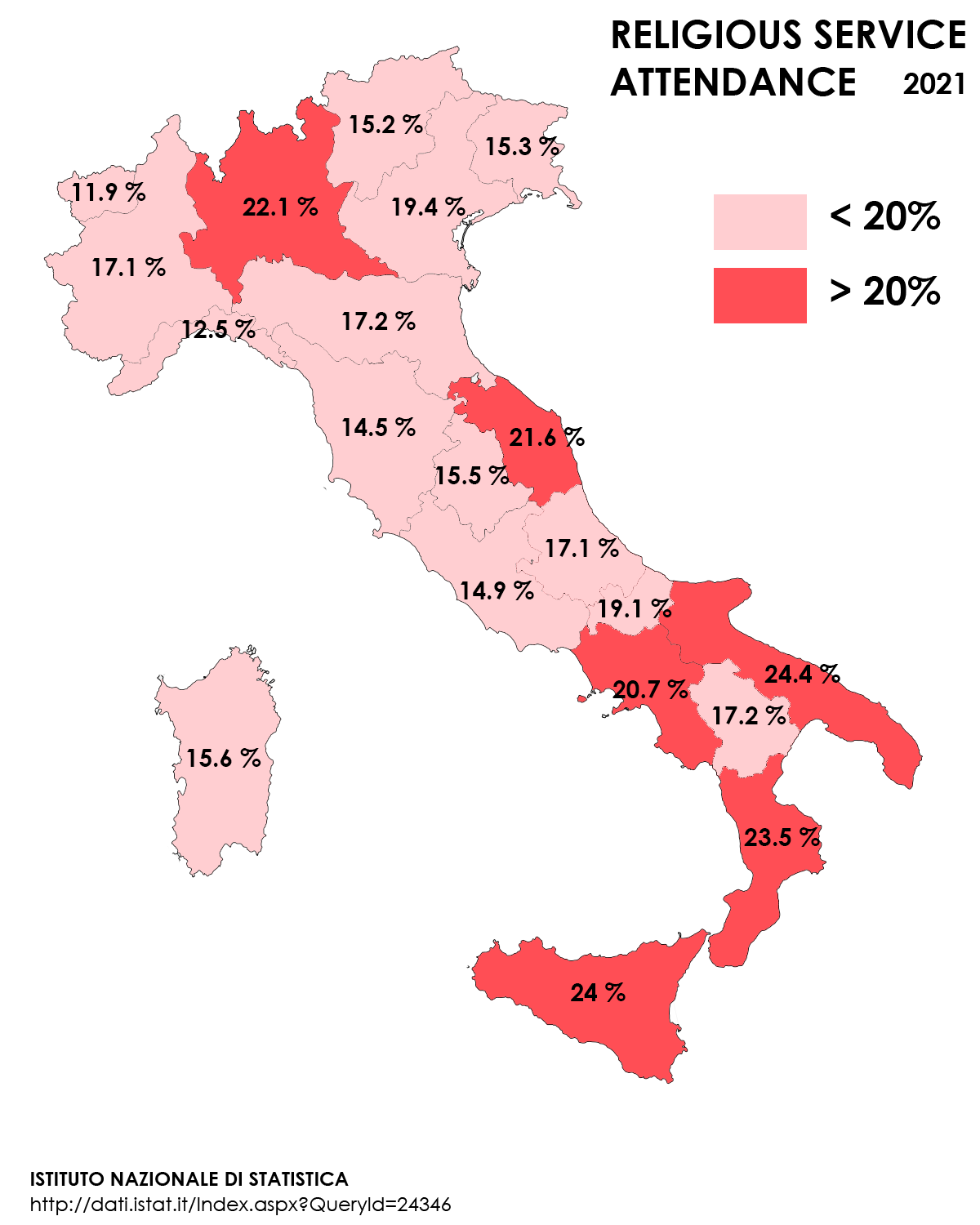
Fréquentation d'un lieu de culte au moins une fois par semaine par région.

La religion en Italie est largement dominée par le christianisme, en particulier le catholicisme, avec entre 66 et 80 % de la population selon les sources, dont environ 20 % de pratiquants réguliers. La pratique du catholicisme a diminué ces dernières années mais reste fortement enracinée, en raison notamment de la proximité et de l'influence du Vatican (Rome est la capitale de l'Italie tout en abritant le Vatican).
Le statut officiel est celui d'un concordat entre l'Église et l'État (accords de Villa Madama du 18 février 1984) (depuis cette date il n'y a plus de religion d'Etat).
Le protestantisme italien représente environ 450 000 personnes soit 0,73% de la population, dont les deux tiers sont pentecôtistes,. La communauté protestante historique est l'Église évangélique vaudoise, présente surtout dans le Piémont.
On remarque aussi la présence d'un nombre significatif de Témoins de Jéhovah (environ 425 000 personnes).
Avec l'arrivée de populations étrangères se sont développés au XXIe siècle l'orthodoxie (communautés originaires de Roumanie et d'Ukraine) et l'islam (communautés d’origines albanaises et du monde arabo-musulman).

## Histoire
Des populations plus anciennes (Italiques, Ligures) et des peuples de la mer (dont les Tyrrhéniens et les Étrusques, Ombriens, Osques), et des autres peuples de la protohistoire de la Péninsule italique), il reste trop peu d'informations sur leurs convictions religieuses pour les reconstruire à partir de leurs traces dans la civilisation romaine : culture villanovienne, religion étrusque, divination étrusque, apports des Étrusques aux Romains.

### Antiquité
La religion de la Rome antique classique est assez bien connue.
La mythologie romaine est la référence de nombreuses réalisations artistiques (littérature, sculpture, peinture, arts appliqués), surtout enrichie par les apports de la mythologie grecque : mythologie gréco-romaine, d'abord enrichie par les apports de la Grande-Grèce et des peuples italiotes, mythologie grecque dans l'art et la culture, mythologie romaine dans l'art et la culture.
La religio traditionnelle romaine est fondée sur de grands cultes publics.
La pietas est le respect scrupuleux des rites.
Le polythéisme des Romains est relativement tolérant.
Les Romains s'estiment les plus pieux des humains et pour cela ils sont aidés par les dieux. Donc, ils invitent également les dieux des adversaires vaincus à venir à Rome pour être bien honorés. Par cette 'evocatio, les dieux des vaincus quittent ces derniers qui sont encore moins bien protégés et aidés.
Vis-à-vis des cultes étrangers, les Romains se montrent assez tolérants, et de façon générale toutes les autres religions sont tolérées (voir religio licita).
Le panthéon romain s'enrichit de nouveaux dieux et se nourrit de différentes influences religieuses : Esculape, Cybèle, Attis, Isis, Apis, Mithra, Dercéto (Atargatis), Sarapis, Hermanubis, Sol invictus...
Les rites clandestins sont suspects aux yeux des romains : le scandale des Bacchanales (-186) entraîne répression et contrôle accru ces cérémonies, le druidisme est interdit au Ier siècle.
Lares et Pénates relèvent de cultes privés, à peu près libres (jusqu'au 3e siècle où les Pénates deviennent publics).

### Judaïsme
La diaspora juive est une réalité historique ancienne.
L’exil à Babylone désigne la déportation à Babylone des Juifs de Jérusalem et du royaume de Juda sous Nabuchodonosor II, à la suite du siège de Jérusalem (587/586 av. J.-C.) (déjà amorcé en -597).
La première diaspora en Occident date de la prise de Jérusalem par Pompée en 63 av. J.-C., suivi par l'envoi en esclavage de nombreux prisonniers à Rome. 
La seconde diaspora en Occident suit les guerres judéo-romaines (66-117) et surtout la guerre menée en Judée par Flaviens Vitellius Titus, et qui joue un rôle important dans la dispersion juive. De nombreux captifs sont emmenés à Rome comme en témoigne la description du triomphe de Titus par Flavius Josèphe. Voir Flavius Josèphe, « La guerre des Juifs, chapitre VII, 132 ». L'événement capital pour le judaïsme est la destruction du Temple qui transfère de facto l'autorité religieuse des grands-prêtres du Temple aux rabbins. Certains Juifs sont vendus comme esclaves et déplacés, d'autres rejoignent les diasporas existantes, pendant que d'autres commencent à travailler sur le Talmud. Ces derniers sont alors généralement acceptés au sein de l'empire romain : histoire des Juifs en Italie, histoire des Juifs en Sicile, Histoire des Juifs en Sardaigne (en), expulsion des Juifs de Sicile (en).
Ultérieurement, le judaïsme est toléré quoique étrange et peu apprécié de l'esprit romain. Mais avec la montée du christianisme, de nouvelles restrictions apparaissent.
Parmi les 20 à 25 communautés juives : Histoire des Juifs à Ancône, Histoire des Juifs à Modène, Histoire des Juifs à Florence, Histoire des Juifs à Gênes, Communauté juive de Tivoli, mais aussi Asti, Florence, Livourne, Mantoue, Naples, Trieste, Turin, Venise...

#### 15e-19esiècles
- Rite italien de la prière juive ("minhag italiano", "Minhag Bené Roma")
- Juifs du pape
- Florilège Rothschild (1479)
- Ghettos juifs en Italie à partir de 1516, Giudecca (quartiers juifs)
  - Ghetto de Venise (1516-1797), Ghetto de Rome (1555-1870), de Trieste...

#### 20esiècle
- Grande synagogue de Rome (1901-1904) à l'ancien ghetto
- Biblioteca della Comunità Israelitica
- Antisémitisme en Italie
- Lois raciales fascistes (1938), Fascisme et communauté juive
- Université clandestine de Rome
- Shoah en Italie

#### 21esiècle
- Bené Roma Enfants de Rome
- Union des communautés juives italiennes (UCEI)
- Musées juifs en Italie (it), Musées juifs en Italie
  - Musée juif de Rome, Musée national du judaïsme italien et de la Shoah (Ferrare, 2017)
- Synagogues en Itale (it)
- Cimetières juifs en Italie (it)

### Christianisme
L'histoire du christianisme est bien renseignée, et se confond partiellement à cette époque avec l'histoire des Juifs dans l’Empire romain.
Durant l'âge apostolique, la Judée est une province de l'espace romain, et l'expansion du christianisme s'effectue (d'abord) dans le cadre de l'Empire romain, par voies terrestre et maritime.
Les premières communautés chrétiennes apparaissent au Ier siècle dans la diaspora juive, en particulier dans les grandes villes de Rome, Éphèse, Antioche, Alexandrie.
Au début du 21e siècle, la question de la différenciation entre judaïsme et christianisme lors des premiers siècles de l'ère commune constitue un sujet débattu, qui remet en perspective les anciens paradigmes par trop polarisés : racines juives du christianisme.
Dans la société romaine, les chrétiens ne sont d'abord pas distingués des juifs. Le christianisme, considéré comme une « secte juive » (Le Talmud en compterait 70), n'est pas incompatible avec la culture romaine. Les chrétiens disposent de plus d'un espace intermédiaire entre vivre leur foi clandestinement et l'exposer publiquement : la pratique familiale et domestique du culte dans les « domus ecclesiae » (églises de maison) est largement tolérée. Les catacombes servent plutôt de lieu de sépulture.
Le christianisme, commerçant, portuaire, urbain, se développe ensuite dès le 2e siècle dans tout l'Empire romain, mais aussi en Perse et en Éthiopie. En font foi l'art paléochrétien et particulièrement l'architecture paléochrétienne.
Le christianisme dans le monde romain, jusqu’au début du 4e siècle, connaît des alternances de paix, notamment sous le règne de Gallien, et de persécution, en particulier sous le règne de Dioclétien.
La persécution des chrétiens dans la Rome antique est politique plus que doctrinale : on réprime le refus public d'adhérer à la cité et à son culte car ce « scandale » entraîne des troubles locaux. Et le témoignage du martyr est gage de légitimité, ce dont témoignent culte des martyrs (aux jardins du Vatican entre autres), vénération des saints, martyrologes et ménologes, depuis les premiers martyrs de l'Église de Rome (64-68).
L'édit de Milan (313) accorde la liberté de culte à toutes les religions, permet aux chrétiens de ne plus devoir vénérer l’empereur comme un dieu, et instaure la Paix de l'Église
Enfin, après l'édit de Thessalonique (380), sous l’influence d’Ambroise, évêque de Milan, Théodose publie le 8 novembre 392 l'Édit de Constantinople qui interdit tous les cultes païens (fréquentation des temples et sanctuaires, sacrifices, adoration des statues, lampes votives, dendrolâtrie) à tout l'Empire et impose définitivement le catholicisme : le christianisme est désormais passé du statut de secte minoritaire, ne touchant même pas 5 % de la population au début du 4e siècle, à celui de religion d'État.
Le christianisme, en devenant la religion de l’Empire romain au IVe siècle, sert à justifier un ordre politique autoritaire qui s’exerce au nom de Dieu. Il permet aussi, aux yeux des empereurs d’assurer la cohésion de l’Empire. Il devient un élément essentiel de la civilisation de l’Antiquité tardive. La conséquence en est l’exclusion de toutes les autres convictions religieuses. Les non-chrétiens sont désormais désolidarisés de l’idéal romain.
Pour l’Église d’Occident, romanité et christianisme sont tellement indissociables que les évêques trouvent normal de défendre l’Empire face aux barbares.
Cela entérine le déclin du polythéisme gréco-romain (en), les débuts d'un nouvel art chrétien (devenant ensuite art byzantin, hors d'Italie).

#### Catholicisme
Le christianisme primitif est riche de différends théologiques qui provoquent l'apparition de plusieurs traditions chrétiennes (avec conciles, hérésies, schismes) : Grande Mission, Grande Église, succession apostolique, dépôt de la foi, tradition, dogmes chrétiens, théologie catholique, magistère de l'Église catholique, collège épiscopal... Et, de ce christianisme des premiers siècles, le catholicisme émerge, particulièrement à Rome.
L'Église catholique, ou Église catholique, apostolique et romaine, une des plus vieilles institutions religieuses au monde, acquiert progressivement sa suprématie. La primauté pontificale résulte d'une lente centralisation autour du diocèse de Rome et de son évêque, assez vite pape, souverain pontife, patriarche d'Occident, et le "siège apostolique" Saint-Siège, avec prérogatives temporelles et spirituelles.
L'Église catholique sur terre se conçoit comme une communion d'églises particulières. Celles-ci sont chacune pleinement l'Église catholique dans la mesure où elles sont en communion avec le pape, qui est l'évêque de Rome et considéré comme le successeur de saint Pierre, et en communion les unes avec les autres. L'Église latine comprend la majorité des catholique (> 98%), mais l'Église catholique comprend également 23 Églises catholiques orientales qui sont en pleine communion avec le pape. L'Église catholique est centralisée au Vatican, mais ses synodes, ses assemblées d'évêques, ses diocèses et ses paroisses locales assurent la gestion et la vie de l'Église sur tous les continents.
Au cours des siècles suivants (6e-7e siècles), à la suite de la chute de l'Empire d'Occident, le siège de Rome devient de plus en plus politiquement autonome et influent, notamment en Occident, alors considéré comme le territoire spécifiquement « patriarcal » du pontife romain. Dans le marasme général (peste à Rome, débordements catastrophiques du Tibre, invasions des Lombards), le pape Grégoire le Grand (590-604) est amené à organiser matériellement, à tous les niveaux, les besoins de la population romaine.
Cette puissance relative de la papauté (hiérarchie dans l'Église catholique) a sa part dans une certaine instabilité en Italie et à Rome, ce dont témoignent les différents pillages de Rome : sac de Rome (410) par les Wisigoths, sac de Rome (455) par les Vandales, siège de Rome (537-538) puis siège de Rome (545-546) et siège de Rome (549-550) par les Ostrogoths, sac de Rome (846) par les Sarrazins, sac de Rome (1084) par les Normands.
- Histoire du catholicisme en Italie (rubriques)
- Branches du christianisme
- Expansion du christianisme au Moyen Âge

Parmi les faits marquants du second millénaire du christianisme catholique (internationaux, en Italie et hors d'Italie) :
- Arbitrages entre les souverains chrétiens européens
- Séparation des Églises d'Orient et d'Occident, ou "schisme de 1054" (orthodoxie)
- Croisade
- Inquisition
- Chasse aux sorcières
- Grand Schisme d'Occident (1378-1418), papauté d'Avignon (1308-1378)
- Missions chrétiennes d'évangélisation
- Réforme catholique, Réforme protestante, Contre-Réforme
- Guerres d'Italie (1494-1559)
- Sac de Rome (1527) par les troupes de Charles Quint, lansquenets et autres mauvais garçons
- Guerres de Religion (Europe)
- Bulles pontificales, encycliques, hortations apostoliques, brefs apostoliques, lettres apostoliques, décrétales...
- Conciles, conciles œcuméniques

##### Catholicisme récent en Italie
Les États pontificaux (754-1870), patrimoine de saint Pierre sont abolis à la prise de Rome, le 20 septembre 1870, par les troupes piémontaises et les chemises rouges de Giuseppe Garibaldi : réunification italienne (Risorgimento), réunion à l'Italie (Royaume d'Italie (1861-1946)), question romaine...

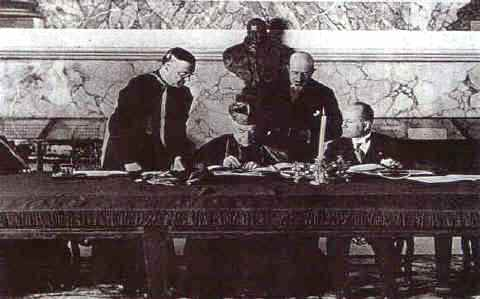
Signature des accords du Latran avec Benito Mussolini et Pietro Gasparri.

Par les accords du Latran (1929), leur continuité est relativement assurée dans l'actuel Vatican (État de la Cité du Vatican) et les propriétés du Saint-Siège en Italie.
La dernière centaine d'années est également riche d'activités et d'événements en liaison avec les pouvoirs temporels et spirituels de la papauté : 
- Liste des encycliques
- Politique étrangère du Saint-Siège
- Vatican durant la Seconde Guerre mondiale
- Doctrine sociale de l'Église catholique
- Économie du Vatican
- Institut pour les œuvres de religion (IOR, banque du Vatican), Banco Ambrosiano (1896-1987)
- Criminalité au Vatican

Enfin, le christianisme catholique, en Italie et hors d'Italie, comme les autres tendances chrétiennes, et les autres religions, a sa part d'économie de la religion, de tourisme religieux, de marché des pèlerinages, d'objets religieux (médailles religieuses, cierges, images pieuses).

#### Orthodoxie
L'activité diplomatique de la papauté exige vite des représentations permanentes des différentes églises.
- Église orthodoxe en Italie (it)

#### Protestantisme
La réforme protestante est la réponse relativement organisée aux désordres, injustices, abus (culte marial, processions religieuses, trafic des indulgences, vénération et trafic des reliques), dont est jugée responsable la direction de l'Église catholique : ni infaillibilité de l'Église, ni infaillibilité pontificale (1870). L'inerrance biblique est même parfois suspectée.

#### Courants chrétiens minoritaires
La plupart des formes minoritaires de christianisme sont également présents en Italie :
- Unitarisme, Antitrinitarisme (~1530), Socinianisme (~1550)
- Évangélisme, ou christianisme évangélique, courant du protestantisme, églises émergentes, de théologie évangélique
  - Baptisme (1609), dont l'Alliance baptiste mondiale (1905)
  - Pentecôtisme, première vague (1906)
  - Mouvement charismatique évangélique, seconde vague (1960)
  - Mouvement néo-charismatique, troisième vague (1980)
  - Christianisme non confessionnel, dont les méga-églises
- Restaurationnisme (christianisme) (primitivisme chrétien, contre la grande apostasie), ni protestantisme (ni pentecôtisme)
  - Adventisme : Christadelphianisme (vers 1850), Église de Dieu (Septième Jour) (1858), Église adventiste du septième jour (1863)
  - Mormonisme ou Église de Jésus-Christ des saints des derniers jours (1830) et Mouvements issus du mormonisme (1844)
  - Témoins de Jéhovah (1870)

### Islam
- Islam en Italie, Liste de mosquées d'Italie

#### Histoire de l'islam en Italie
L'histoire de l'islam dans l'Italie médiévale est violente surtout aux (7e-9e siècles) :
- raids en Sicile (652-827), conquête musulmane de la Sicile (827-902)
- attaques sur le littoral tyrrhénien, la côte ligure, et en Adriatique, incursions (Ligurie, Piémont, Latium, Ombrie, Marches), contrôle du sud des Alpes
- implantation musulmane à Lucera
- émirat de Sicile (831-1091),  émirat de Tarente (it) (840-880), émirat de Bari (847-871),
- sac de Rome (846) par les Sarrazins,
- pirates barbaresques jusqu'à la Bataille de Lépante (1571).

#### 20esiècle
L'Empire colonial italien (1882-1960) concerne surtout, dans le monde (partiellement) arabo-musulman, les expériences suivantes :
- la Libye italienne (1911-1947) : Fezzan, Régence de Tripoli (1551-1911), Émirat de Cyrénaïque (1919-1922)
- la Somalie italienne (1889-1936), la conquête italienne du Somaliland britannique (1940)
- l'Afrique orientale italienne (1936-1947), l'Érythrée italienne (1890-1936), l'Empire italien d'Éthiopie (1936-1941), la Crise d'Abyssinie (1934-1937)
- la Campagne d'Afrique de l'Est (Seconde Guerre mondiale) (1940-1941)

#### 21esiècle
L'Islam d'Italie s'organise :
- al-Waqf al-Islāmī fī Īṭāliya ("Ente di Gestione dei Beni Islamici in Italia", Ancône, 1989),
- Unione delle Comunità e Organizzazioni Islamiche in Italia (UCOII, Ancône, 1990).

Les évolutions de l'Islam contemporain, en Italie, suscitent des adhésions et des soutiens, mais aussi des dénigrements et des comportements violents, dont de l'anti-islamisme, de l'islamophobie, etc. (Voir Oriana Fallaci).
Selon les dernières statistiques officielles, les musulmans représenteraient un tiers des 2 400 000 étrangers vivant en Italie, sans compter les 820 000 étrangers de culture musulmane, et les 100 000 à 150 000 immigrants illégaux (et/ou migrants).

### Autres spiritualités traditionnelles
- Bouddhisme en Italie, (> 100 000 bouddhistes, dont 50 % immigrés)
- Bahaïsme en Italie (it), environ 3 000 dans environ 300 communes, début vers 1900
- Hindouisme en Italie  (177 200, 0,3%) dont >30 000 citoyens italiens
- Sikhisme en Italie (it) (40 000)
- Taoïsme en Italie, Ikuan Tao ou Yiguandao

### Ésotérisme
Le Centre pour l'étude des nouvelles religions estime en 2017 une présence chiffrable de ces courants en Italie :
- Mouvement du potentiel humain (Human Potential Movement, années 1960), New Age (Nouvel Âge) , Next Age
- Théosophie (2900), Rosicruciens (2100)
- Martinisme (2000), Gnosticisme (1500), Spiritisme (1000, dont Spiritisme (Allan Kardec)),  Satanisme (350)
- Kremmerzianisme (it), Hermétisme...
  - "Antica sapienza esoterica", Magies diverses, Occultisme,
  - Aradia, or the Gospel of the Witches (1899)

### Néopaganisme
- Rodnovérie, Néopaganisme, Reconstructionnisme religieux, Congrès européen des religions ethniques
  - Nova Roma (religion)
  - Via romana agli dei, ou "Movimento Tradizionale Romano" ou "Gentilitas"
  - Etenismo (it) ("Eteneria"), Germanisches Neuheidentum (de), Heathénisme (en)
  - Comunità Odinista (it), Odinisme néo-germanique
- Wicca, Dianisme

## Repères 2020
Après deux millénaires de christianisme, le paysage religieux italien est à peu près le suivant, pour une population d'environ 60 000 000 d'Italiens (sans compter les diasporas italiennes ni les immigrations récentes, légales ou non).

### Christianisme (80..85%)
Le christianisme est la religion majoritaire à environ 85 %, de manière variable selon les régions, et pas toujours très pratiqué.

#### Catholicisme
- Église catholique en Italie (70..80 de la population, dont environ 25 % de catholiques pratiquants). En septembre 2024, le média catholique Femmes, Église, Monde (Donne, Chiesa, Mondo) consacre un numéro à l'« exode silencieux  » des femmes de l'Église. Ainsi, selon un sondage, 33 % des Italiennes de moins de 30 ans se revendiquent catholiques, contre 66 % en 2014[12].
- Église grecque-catholique italo-albanaise de rite byzantin (61 500 en 2005)

#### Orthodoxie
- Églises orthodoxes en Italie (4..5 %)

#### Protestantisme
- Églises historiques (71 600 membres, < 1 %)
  - Église évangélique vaudoise (29 000 membres)
- Églises protestantes en Italie

#### Restaurationnisme
- Pentecôtisme  (340 000 pratiquants, < 1 %)
- Témoins de Jéhovah

### Autres spiritualités (< 5%)
- Islam  (> 2 000 000, 3,3..3,7 %)
- Judaïsme  (41 000, < 1 ‰)
- Bouddhisme  (292 900 en 2017, 5 ‰)
- Hindouisme  (192 000, 1 ‰)
- Sikhisme (17 200)
- Bahaïsme (5 000)
- Oshoïsme (4 000)
- Néopaganisme et ésotérisme (16 000) mais (230 000 sympathisants)  (< 5 ‰)
- New Age et Next Age (20 000)
- Mouvement pour un potentiel humain (30 000)
- autres (> 150 000, < 1 ‰)

### Autres (5..15%)
- Agnosticisme (2,5 %), Irréligion en Italie (en), agnosticisme (2,5 %), athéisme (3 %), indifférence, prudence…
- Refus de donner son opinion (6 %)
- Liberté de religion en Italie (en)
- Huit pour mille, loi permettant au contribuable de verser 8 % de son impôt sur le revenu à une organisation religieuse reconnue ou à œuvre d'utilité publique

D'autres estimations considèrent que le nombre de gens qui se prétendent non concernés par le phénomène religieux s'élèverait à 13 000 000 d'Italiens.